# Alopecosa notabilis
Alopecosa notabilis là một loài nhện trong họ Lycosidae.
Loài này thuộc chi Alopecosa. Alopecosa notabilis được Joachim Schmidt miêu tả năm 1895.